# Salka kokarda
Salka kokarda är en insektsart som beskrevs av Sohi och Mann 1994. Salka kokarda ingår i släktet Salka och familjen dvärgstritar. Inga underarter finns listade i Catalogue of Life.